# Sciophila notabilis
Sciophila notabilis är en tvåvingeart som beskrevs av Zaitzev 1982. Sciophila notabilis ingår i släktet Sciophila och familjen svampmyggor.
Artens utbredningsområde är British Columbia. Inga underarter finns listade i Catalogue of Life.